# Zeria meruensis
Zeria meruensis es una especie de arácnido  del orden Solifugae de la familia Solpugidae.

## Distribución geográfica
Se encuentra en Tanzania, República del Congo y en Etiopía.